# Stephanopis yulensis
Stephanopis yulensis är en spindelart som beskrevs av Tord Tamerlan Teodor Thorell 1881. Stephanopis yulensis ingår i släktet Stephanopis och familjen krabbspindlar. Inga underarter finns listade i Catalogue of Life.